# Masseube
Masseube é uma comuna francesa na região administrativa de Occitânia, no departamento de Gers. Estende-se por uma área de 21,03 km². Em 2010 a comuna tinha 1 933 habitantes (densidade: 91,9 hab./km²).